# Óbudai pálos kolostor
Az óbudai pálos kolostor, közismertebb nevén Fehéregyháza (régebbi irodalomban Fejéregyháza) eredetileg plébániatemplom volt Óbuda határában. Hunyadi Mátyás utóbb pálosokat telepített a fehéregyházi kegyhely gondozására. A kolostor romjait a 19. században az óbudai Victoria-téglagyár területén találták meg.

## Története
A fehéregyházi templom alapításának történetét pontosan nem ismerjük. Mivel a plébániai jogai kiterjedtek az óbudai káptalan területén fekvő Óbudára is, ezért vélelmezhető, hogy I. (Szent) István idején létesült. Fehéregyháza az Árpád-korban királyi kápolna volt. Anonymus tudósítása szerint a fehéregyházi, Szűz Máriának szentelt templomot a magyarok megtérése után azon a helyen emelték, ahol Árpád fejedelmet eltemették.
„Ezután az Úr megtestesülésének kilencszázhetedik esztendejében Árpád vezér is elköltözött ebből a világból. Tisztességgel temették őt el egy kis folyónak a forrása felett, amely kőmederben folyik alá Attila király városába. Egyszersmind ott a magyarok megtérése után a Boldogságos Szűz Mária tiszteletére egyház épült, amelyet fejérnek hívnak.” (Pais Dezső fordítása)
I. Károly király idején a pápa kiterjedt búcsújogokkal ruházta fel. Amikor Óbudát 1355-ben megosztották a káptalan és az anyakirályné között, Fehéregyháza elveszítette a plébániai jogait a város felett, és ettől kezdve hanyatlásnak indult. Mátyás király uralkodása idején már elhagyatottnak számított.
1480-ban óbudai pálos kolostor alapításához, amit a fejéregyházi templom mellé szeretett volna telepíteni, Mátyás király engedélyt kért a pápától, mert a templom leromlott állapotban volt, és a budai káptalan nem törődött vele, pedig a korábbi búcsúknak köszönhetően sokan keresték fel. A kegyhely ápolására pálosokat kívánt Fehéregyházára telepíteni, a felépítendő kolostort pedig adományokkal akarta megerősíteni.
1483-ban újabb kéréssel folyamodott a pápához a tervezett kolostor kapcsán. A kérelemre azért volt szükség, mert Mátyás a budai káptalan régi templomának a köveit akarta felhasználtatni a pálos kolostor megépítéséhez. II. Ulászló a kolostornak adta a közelben lévő forrást és megerősítette a Bányaháza nevű melegvíz-forrás adományozását. 1494-ben VI. Sándor pápa engedélyezte a plébániatemplom megszüntetését, a pálos szerzeteseknek pedig azt, hogy a kegyhelyet látogatók számára a veszprémi püspök engedélyével a szentségeket kiszolgáltathassák.
A kolostorhoz tartozott Békásmegyer, a helyi plébánost a fehéregyházi pálos perjel jóváhagyásával választhatták meg az ott élők. 1503-ban II. Ulászló Födémes birtokát adományozta az óbudai pálosoknak. A 16. században további kisebb adományokban részesültek. Amikor II. Ulászló szélütést szenvedett, a felesége, Anna királyné fogadalmat tett, hogy a férje felgyógyulása érdekében gyalog zarándokol el az óbudai Fehéregyházára. A király végül lebeszélte arról, hogy ezt télvíz idején, mezítláb tegye meg.
A kolostorépület súlyos károkat szenvedett a török támadások során. Buda 1529-es ostroma során feldúlták, a kápolnáját pedig puskapor tárolására használták. A pálosok a közeledő török elől 1541-ben végleg elmenekültek. Az óbudai és más pálos kolostorok Ecsegen helyezték el a tulajdonukban álló vagyontárgyakat, amelyeket a fennmaradt leltár 96 ezer forintra értékelt. A vagyont a Drugeth családra bízták, amely azonban nem fizette vissza nekik a pénzt, végül hosszas pereskedés után csekély járadék folyósítása fejében a pálosok kénytelenek voltak elismerni a tartozás kiegyenlítését.

## Régészeti feltárása
Anonymus gesztája nyomán számos kutató kereste az Árpád sírja fölé emelt fehéregyházi templomot és az utóbb a közelében (vagy egyesek szerint a templom helyén) épült pálos kolostort, mivel a honfoglaló fejedelem temetkezési helyéről nem ismerünk más középkori forrást. Az 1860-as években a Victoria-téglagyár bővítésekor kerültek elő a romjai. A helyszínen többek között Némethy Lajos, Tholt Titusz, Henszlmann Imre és Foerk Ernő is folytatott ásatásokat. Annak a nézetnek, hogy az előkerült rom azonos az óbudai pálos kolostorral,Wekerle László volt a legtermékenyebb szószólója. Ennek ellenére nem mindenki értett egyet ezzel a feltételezéssel, Gömöri Havas Sándor vagy később Garády Sándor vitatta az azonosítást. Garády feltételezte, hogy a Victoria-téglagyár telkén valójában az óbudai klarissza kolostor került elő. Az óbudai lakótelep építését megelőző nagyszabású feltárások a felszínre hozták Óbuda valamennyi középkori egyházi épületét, így kizárásos alapon csakis a pálos kolostor kerülhetett elő a 19. században a Victoria-téglagyár telkén.
A romok ma már nem tekinthetőek meg, mert a téglagyári működés során megsemmisültek. Bár széles körben ismerték a helyszínt, 1882-ben egy óbudai polgár mégis megvehette a romokat, hogy eladhassa kőanyagnak, ám a bontást még puskaporral sem tudta kivitelezni, így felhagyott a próbálkozással. 1907-ben törvény született arról, hogy egy templomot építenek Óbuda határában ott, ahol Árpádot eltemették, de az épület soha nem készült el. Az 1910-es évekre a kolostor utolsó falmaradványai is eltűntek. A téglagyár helyén 1978-ban hitelesítő ásatást végeztek, ám a kutatás során kiderült, hogy az újkori téglagyári törmelék alatt római kori rétegek húzódtak, ami azt jelentette, hogy a középkori lelőhely teljesen elpusztult. Ma a romok helyén bevásárlóközpont áll. 1998-ban a Budapesti Történeti Múzeum egy közeli leletmentő ásatásán megtalálta a kolostor kerítőfalának két szakaszát.